# Sportska medicina
Sportska medicina je multidisciplinarna grana medicine čiji je cilj očuvanje zdravlja učesnika u sportu i fizičkim (rekreacionim) aktivnostima, prvenstveno kroz prevenciju, ali i kroz terapiju i rehabilitaciju povrede. Još jedan bitan segment u okviru delatnosti sportske medicine je unapređenje psihofizičkih sposobnosti neophodnih za ostvarenje dobrih takmičarskiih rezultata.

## Istorija
Razvoj sporta učestalost i ozbiljnost zdravstvenih problema, koji je kroz istoriju sporta u znatnom porastu, uticao je uvođenje sportske medicine u svakodnevne aktivnosti medicini kao multidisciplinarne oblasti. U tom smislu vodeće stručne asocijacije medicine sporta nastoje da osmisle što racionalnije modele rada lekara spoprtske medicine koji bi bili efikasni u proceni zdravlja, a istovremeno ekonomični po pitanju materijalnih troškova i utrošku vremena.

## Oblasti
1. Prevencija
2. Kliničko obrazovanje i dijagnostika[2]
3. Neposredna nega
4. Tretman i rehabilitacija
5. Organizacija i administracija

## Metodologija rada
Metodologiju sportsko-medicinskog pregleda, koju su donele i usvojile vodeće elevantne međunarodne asocijacije iz ove oblasti, obuhvata: namnezu, fzikalni pregled, atropometriju, funkcionalna estiranja, laboratorijske analize.
Anamneza
Dobro uzeta anamneza, jedan je od najznačajnijih delova pregleda, jer u 60-75% slučajeva otkriva mogućih problema kod sportista. Ona treba da sadrži podatke o:
- identitetu sportiste,
- vrsti i disciplini sporta kojim se sportista bavi,
- dinamici i vrsti treninga,
- ranijim oboljenjima i povredama.

Fizikalni pregled
Ovim pregledom prikuplja se niz podataka o trenutnom stanju i funkciji organa i sistema. Na ovaj način se dijagnostikuju znaci oboljenja i deformiteta. Fizikalni pregled obuhvata celokupni uvid u objektivno stawnje organizma i obuhvata pregled:
- glave i vrata,
- grudnog koša, pluća i srca
- krvnih sudova,
- trbuha i urogenitalnog sistema,
- mišićno-skeletnog sistema,
- kože, i
- neurološki i psihijatrijski pregled.

Antropmetrija
Antropometrija kao grana medicine koja se bavi merenjem morfoloških i funkcionalnih parametara, u ukazuju na povezanost određenih antropometrijskih karakteristika sa rizikom nastanka i razvoja nekih
kardiovaskularnih i metaboličkih oboljenja kod sportista.
U okviru antropometrije vrše se:
- merenja visine tela i telesne mase,
- određivanje visinsko-težinskog odnosa(BMIindeks),
- procena uhranjenosti i idealne telesne mase,
- određivanje sastava tela,
- procena rasta itd.

Sve mere i izvedene vrednosti upoređuju se sa već utvrđenim standardima razvrstanim po starosnoj dobi, polu, vrsti sporta i disciplini. Svako odstupawnje od standarda zahteva niz perdloga i preporukau u smislu poboljšljnja zdravstvenog statusa sportista, kao i poboljšanje takmičarskih rezultata.
Funkcionalna testiranja
Funkcionalna dijagnostika ima za cilj procenu trenutne radne sposobnosti. Ova testiranja su od posebnog značaja u:
- proceni zdravlja sportiste za bavljenje određenim sportom,
- proceni stanja nakon dužeg prerioda mirovanja nakon povreda,
- proceni fizičkih sposobnosti u toku samog trenažnog, ili takmičarskog ciklusa.

Funkcionalna dijagnostika obuhvata:
- osnovne motoričke testove(dinamometrija i merenja fleksibilnosti),
- funkcionalna ispitivanja respiratornog sistema,
- procenu anaerobnog praga i aerobne izdržljivosti.

Labratorijske analize
Ove analize mogu ukazati na trenutno zdravstveno stanje i pomažu u procenu funkcionalnih sposobnosti. Pored primarnog zdravstvenog aspekta, laboratorijska merenja pomažu i u planiranju treninga u svrhu uspostavljanja optimalne sportske forme.
Minimum analiza koje treba uraditi za svaki pregled:
- analiza krvne slike(sa osvrtom na status gvožđa),
- sedimentacija,
- nivo glukoze u krvi,
- lipidni status,
- bilirubin, transaminaze, enzimi i

Pored navedenih rade se i druge analiza koje mogu ukazati na trenutno zdravstveno stanje sportistai stanje funkcionalnih sposobnosti.

## Literatura
- Mark Harries, Clyde Williams, William D. Stanish, Lyle J. Micheli, ур. (1998). Oxford Textbook of Sports Medicine (2. изд.). Oxford Medical Publications. ISBN 978-0-19-262717-9.
- Richard B. Birrer, Francis G. O'Connor, ур. (2004). Sports Medicine for the Primary Care Physician (3. изд.). Informa Healthcare. ISBN 978-0-8493-1464-3.

|  | Molimo Vas, obratite pažnju na važno upozorenje u vezi sa temama iz oblasti medicine (zdravlja). |